# رون موفات
رون موفات (بالإنجليزية: Ron Moffat)‏ هو لاعب هوكي الجليد أمريكي، ولد في 21 أغسطس 1905، وتوفي في 19 أغسطس 1960.

## وصلات خارجية
- رون موفات على موقع دوري الهوكي الوطني (الإنجليزية)
- رون موفات على موقع EliteProspects.com (الإنجليزية)
- رون موفات على موقع HockeyDB.com (الإنجليزية)
- رون موفات على موقع Hockey-Reference.com (الإنجليزية)